# Sune Waldimir
Sune Waldimir, egentligen Sune Waldimir Engström, född 15 november 1907 i Västerås, död 9 december 1967 i Hedvig Eleonora församling i Stockholm, var en svensk kapellmästare, kompositör och arrangör.

## Biografi
Sune Waldimir var son till förmannen Emil Engström och Jenny Aspman. Waldimir påbörjade en utbildning till organist, men slutförde aldrig studierna. Han var repetitör vid Operan i Stockholm 1926–1929 samtidigt som han studerade vid Musikkonservatoriet. Waldimir debuterade på skiva 1929 och var 1929–1935 ledare och pianist för sånggruppen Wiggerskvartetten. Från 1934 var han anställd vid Radiotjänst, först som hallåman och grammofonchef, och från 1936 som orkesterledare för Underhållningsorkestern. Som kompositör skrev han filmmusik och flera schlagermelodier.
Waldimir använde sig av flera olika artistnamn: McKay, Sid Miller, Bengt Ulve och Sune Waldimir. 

### Familj
Sune Waldimir var gift första gången 1929–1945 med Anna Stina Alling  (1906–2004), dotter till direktören Adolf Alling och Augusta Natalia Ranch. De fick fyra barn: Birgit Percy (1931–2002), gift med Staffan Percy, Anders Alling (1934–1992), Lars Alling (1939–2011), gift med Bitte Alling-Ode, och Lillemor Nordén (född 1942). Andra gången var han gift 1946–1951 med Ulla Söderwall  (1923–1982), omgift med Tage Arnsbjer och Thorleif Ranum, dotter till fastighetsskötaren Fingal Söderwall och Rut Höglund, och tredje gången 1951–1965 med Lolita Russell Jones (1926–1988).

## Filmografi

### Roller
- 1930 – Kronans kavaljerer
- 1932 – En stulen vals
- 1939 – Melodin från Gamla Stan
- 1941 – Hemtrevnad i kasern
- 1947 – Sången om Stockholm
- 1949 – Med flyg till sjunde himlen (kortfilm)
- 1958 – Kostervalsen

### Musik (urval)
- 1934 – Marodörer
- 1934 – Pettersson – Sverige
- 1935 – Ungdom av idag
- 1935 – Kanske en gentleman
- 1936 – Fröken blir piga
- 1936 – Flickorna på Uppåkra
- 1939 – I dag börjar livet
- 1939 – Åh, en så'n grabb
- 1941 – Fröken Vildkatt
- 1943 – Kajan går till sjöss
- 1944 – Den heliga lögnen
- 1945 – 13 stolar
- 1945 – Jagad
- 1945 – Bröderna Östermans huskors
- 1945 – Fram för lilla Märta
- 1946 – Pengar - en tragikomisk saga
- 1946 – Begär
- 1946 – Ballongen
- 1947 – Sången om Stockholm
- 1947 – Två kvinnor
- 1948 – Soldat Bom
- 1948 – Lilla Märta kommer tillbaka
- 1948 – Kärlek, solsken och sång
- 1949 – Jungfrun på Jungfrusund
- 1949 – Flickan från tredje raden
- 1950 – Loffe blir polis
- 1950 – Anderssonskans Kalle
- 1950 – Kon-Tiki
- 1950 – Motorkavaljerer
- 1951 – Dårskapens hus
- 1954 – Ung sommar
- 1954 – Flottans glada gossar
- 1954 – Skrattbomben
- 1955 – Galápagos – de förtrollade öarna
- 1955 – Älskling på vågen
- 1956 – Lille Fridolf och jag
- 1957 – Mamma tar semester
- 1957 – Gårdarna runt sjön